# بيركي (أوهايو)
بيركي (بالإنجليزية: Berkey, Ohio)‏ هي قرية تقع في الولايات المتحدة في مقاطعة لوكاس، أوهايو. يقدر عدد سكانها بـ 237 نسمة ومساحتها 10.83 كم2 وترتفع عن سطح البحر 213 متر.

## التركيبة السكانية
قام مكتب تعداد الولايات المتحدة بتحديد بيانات التركيبة السكانية لبيركي في تعداد الولايات المتحدة. في ما يلي، التركيبة السكانية حسب تعدادي 2000 و2010.

### تعداد عام 2000
بلغ عدد سكان بيركي 265 نسمة بحسب تعداد عام 2000، وبلغ عدد الأسر 98 أسرة وعدد العائلات 81 عائلة مقيمة في القرية. في حين سجلت الكثافة السكانية 63.5 نسمة لكل ميل مربع (24.5/كم2). وبلغ عدد الوحدات السكنية 100 وحدة بمتوسط كثافة قدره 23.9 نسمة لكل ميل مربع (9.2/كم2).
وتوزع التركيب العرقي للقرية بنسبة 98.11% من البيض و 0.75% من الأمريكيين الأصليين و 0.38% من الأمريكيين ذوي الأصول الآسيوية و 0.75% من عرقين مختلطين أو أكثر.
بلغ عدد الأسر 98 أسرة كانت نسبة 39.8% منها لديها أطفال تحت سن الثامنة عشر تعيش معهم، وبلغت نسبة الأزواج القاطنين مع بعضهم البعض 69.4% من أصل المجموع الكلي للأسر، ونسبة 10.2% من الأسر كان لديها معيلات من الإناث دون وجود شريك، وكانت نسبة 17.3% من غير العائلات. تألفت نسبة 15.3% من أصل جميع الأسر من أفراد ونسبة 8.2% كانوا يعيش معهم شخص وحيد يبلغ من العمر 65 عاماً فما فوق. وبلغ متوسط حجم الأسرة المعيشية 3.04، أما متوسط حجم العائلات فبلغ 2.70.
بلغ العمر الوسطي للسكان 37 عاماً. وكانت نسبة 29.4% من القاطنين تحت سن الثامنة عشر، وكانت نسبة 3.8% بين الثامنة عشر والأربعة وعشرون عاماً، ونسبة 30.2% كانت واقعةً في الفئة العمرية ما بين الخامسة والعشرون حتى والأربعة وأربعون عاماً، ونسبة 25.3% كانت ما بين الخامسة والأربعون حتى الرابعة والستون، ونسبة 11.3% كانت ضمن فئة الخامسة والستون عاماً فما فوق. يوجد لكل 100 أنثى 90.6 ذكر، ويوجد لكل 100 أنثى في الثامنة عشر من عمرها فما فوق 94.8 ذكر.
بلغ متوسط دخل الأسرة في القرية 60,500 دولار، أما متوسط دخل العائلة فبلغ 65,313 دولار. وكان متوسط دخل الذكور 46,000 دولار مقابل 31,875 دولار للإناث. وسجل دخل الفرد الخاص بالقرية 25,944 دولار.

### تعداد عام 2010
بلغ عدد سكان بيركي 237 نسمة بحسب تعداد عام 2010، وبلغ عدد الأسر 99 أسرة وعدد العائلات 73 عائلة مقيمة في القرية. في حين سجلت الكثافة السكانية 56.7 نسمة لكل ميل مربع (21.9/كم2). وبلغ عدد الوحدات السكنية 112 وحدة بمتوسط كثافة قدره 26.8 لكل ميل مربع (10.3/كم2).
وتوزع التركيب العرقي للقرية بنسبة 99.2% من البيض و 0.8% من الأمريكيين ذوي الأصول الآسيوية.
بلغ عدد الأسر 99 أسرة كانت نسبة 28.3% منها لديها أطفال تحت سن الثامنة عشر تعيش معهم، وبلغت نسبة الأزواج القاطنين مع بعضهم البعض 63.6% من أصل المجموع الكلي للأسر، ونسبة 9.1% من الأسر كان لديها معيلات من الإناث دون وجود شريك، بينما كانت نسبة 1.0% من الأسر لديها معيلون من الذكور دون وجود شريكة وكانت نسبة 26.3% من غير العائلات. تألفت نسبة 22.2% من أصل جميع الأسر من أفراد ونسبة 11.2% كانوا يعيش معهم شخص وحيد يبلغ من العمر 65 عاماً فما فوق. وبلغ متوسط حجم الأسرة المعيشية 2.77، أما متوسط حجم العائلات فبلغ 2.39.
بلغ العمر الوسطي للسكان 48.2 عاماً. وكانت نسبة 21.1% من القاطنين تحت سن الثامنة عشر، وكانت نسبة 5% بين الثامنة عشر والأربعة وعشرون عاماً، ونسبة 18.6% كانت واقعةً في الفئة العمرية ما بين الخامسة والعشرون حتى والأربعة وأربعون عاماً، ونسبة 37.2% كانت ما بين الخامسة والأربعون حتى الرابعة والستون، ونسبة 18.1% كانت ضمن فئة الخامسة والستون عاماً فما فوق. وتوزع التركيب الجنسي للسكان بنسبة 51.1% ذكور و48.9% إناث.